# Lycaeopsis neglecta
Lycaeopsis neglecta är en kräftdjursart. Lycaeopsis neglecta ingår i släktet Lycaeopsis och familjen Lycaeopsidae. Inga underarter finns listade i Catalogue of Life.